# Michael Alexander (Diplomat)
Sir Michael O’Donel Bjarne Alexander, GCMG (* 19. Juni 1936 in Winchester; † 1. Juni 2002 in London) war ein britischer Diplomat und Fechter. Er gewann eine Silbermedaille bei den Olympischen Sommerspielen 1960 und war später unter anderem Botschafter in Österreich.

## Leben
Michael Alexander war der älteste Sohn des Internationalen Schachmeisters und Kryptografen Conel Hugh O’Donel Alexander (1909–1974) und dessen Ehefrau Enid Constance Crichton (1900–1982). Er wuchs in Irland auf und wurde von 1957 bis 1960 an der St Paul’s School in London und am King’s College in Cambridge ausgebildet. Für die University of Cambridge trat er im Degenfechten an und gewann bei den Olympischen Sommerspielen 1960 in Rom die Silbermedaille mit der britischen Mannschaft, ein Jahr später siegte er bei den US-amerikanischen Meisterschaften.
Während seiner Dienstzeit bei der Royal Navy lernte Alexander Russisch und wurde in die deutsche Stadt Kiel geschickt, um den Funkverkehr der russischen Streitkräfte abzuhören. In Deutschland lernte er seine spätere Ehefrau kennen, die er am 18. März 1960 heiratete; das Paar hatte zwei Söhne und eine Tochter. Er setzte sein Studium an der Yale University und an der University of Berkeley fort, bevor er 1962 in den diplomatischen Dienst eintrat. Von 1963 bis 1965 war er in der Botschaft in Moskau stationiert, anschließend bis 1968 in Singapur.
Ab 1968 arbeitete Alexander für das Foreign and Commonwealth Office. Von 1972 bis 1974 war er stellvertretender Privatsekretär der Außenminister Alec Douglas-Home und James Callaghan. Anschließend war er Ständiger Vertreter des Vereinigten Königreichs bei den Vereinten Nationen in Genf, wo er mit den sowjetischen Abgesandten über die Bildung der KSZE verhandelte. Nach kurzer Tätigkeit in der Personalabteilung des Foreign and Commonwealth Office arbeitete er ab 1979 in der 10 Downing Street als stellvertretender Privatsekretär von Premierministerin Margaret Thatcher.
1982 wurde Alexander zum Botschafter in Österreich ernannt, zu einer Zeit, als in Wien die Hauptverhandlungen zwischen der NATO und dem Warschauer Pakt über die Reduktion der Truppen in Europa stattfanden. Von 1986 bis 1992 war Alexander Ständiger Vertreter des Vereinigten Königreichs bei der NATO in Brüssel. Nachdem er sich frühzeitig hatte pensionieren lassen, wurde Alexander ein Investmentbanker, zuerst bei Wasserstein Perella & Co. in Osteuropa, danach bei der russischen Renaissance Capital. Er stand auch dem Royal United Services Institute vor, einer Denkfabrik.